# Knut Benjamin Pißler

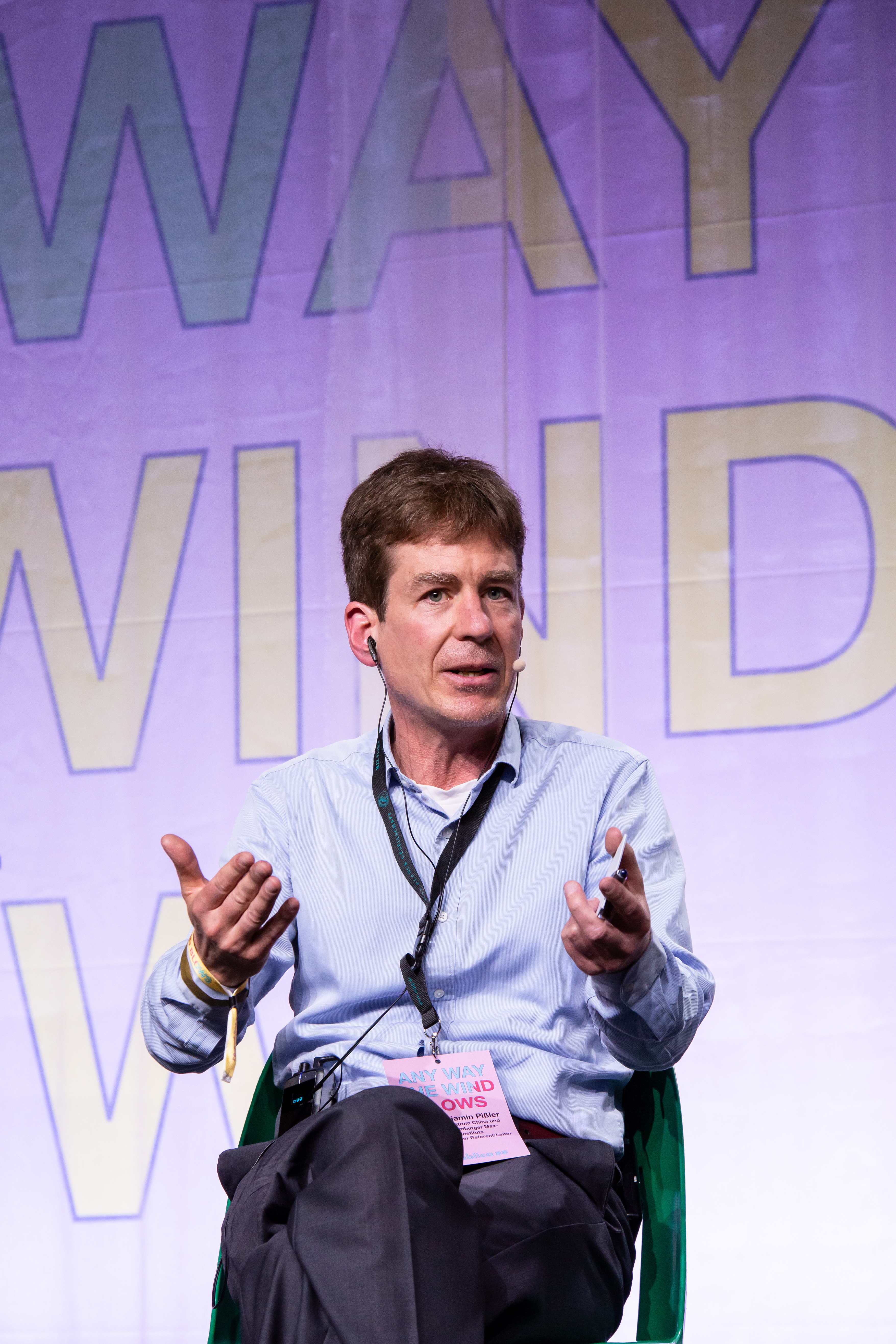
Knut Benjamin Pißler (2022)

Knut Benjamin Pißler (* 3. Januar 1971 in Kassel) ist ein deutscher Rechtswissenschaftler.

## Leben
Nach dem Abitur in Kassel (1990) studierte er Rechtswissenschaften an der Universität Würzburg (1991–1993) und Rechtswissenschaften und der Sinologie an der Universität Hamburg (1993–1996), Abschluss des Chinesischsprachkurses des Seminars für Sprache und Kultur Chinas der Universität Hamburg (Juli 1995, Magister Artium November 2007), erstes Juristisches Staatsexamen in Hamburg (November 1996). Er hatte ein Stipendium des Deutschen Akademischen Austauschdienstes für einen Sprach- und Forschungsaufenthalt an der Universität Nanjing (November 1996–September 1997). Er war Rechtsreferendar in Hamburg (April 1998–Juli 2000). Nach dem zweiten juristischen Staatsexamen in Hamburg (Juli 2000) forschte er am Deutsch-Chinesischen Institut für Rechtswissenschaft an der Universität Nanjing im Rahmen eines Doktorandenstipendiums des DAAD (September 2000–August 2002). Er war wissenschaftlicher Mitarbeiter und Doktorand am Max-Planck-Institut für ausländisches und internationales Privatrecht (August 2001–Juli 2002). Seit August 2002 war er wissenschaftlicher Referent am Max-Planck-Institut für ausländisches und internationales Privatrecht. Nach der Promotion an der Universität Hamburg 2003 forschte er von September 2004 bis März 2005 auf Einladung des Korea Legislation Research Institute (KLRI) an der Rechtsfakultät der Yonsei University. Nach der 2013 Habilitation an der Universität Göttingen lehrt dort seit Mai 2017 als Professor.
Seine Forschungsschwerpunkte sind Rechtsvergleichung, chinesisches und koreanisches Zivilrecht, insbesondere Bank- und Kapitalmarktrecht, Vertragsrecht, Immobilien-, Miet- und Wohnungseigentumsrecht sowie Recht der nichtgewinnorientierten Organisationen (NPO).

## Schriften (Auswahl)
- Chinesisches Kapitalmarktrecht. Börsenrecht und Recht der Wertpapiergeschäfte mit Aktien in der Volksrepublik China. Tübingen 2004, ISBN 3-16-148382-0.
- Gläubigeranfechtung in China. Eine rechtshistorisch-rechtsvergleichende Untersuchung zur Rechtstransplantation. Tübingen 2008, ISBN 978-3-16-149692-9.
- Wohnungseigentum in China. Darstellung und Rechtsgrundlagen. Tübingen 2012, ISBN 3-16-152407-1.
- als Herausgeber: Handbuch des chinesischen Zivilprozessrechts. Analyse und Materialien. Tübingen 2016, ISBN 3-16-156288-7.